# Schelpenvisser

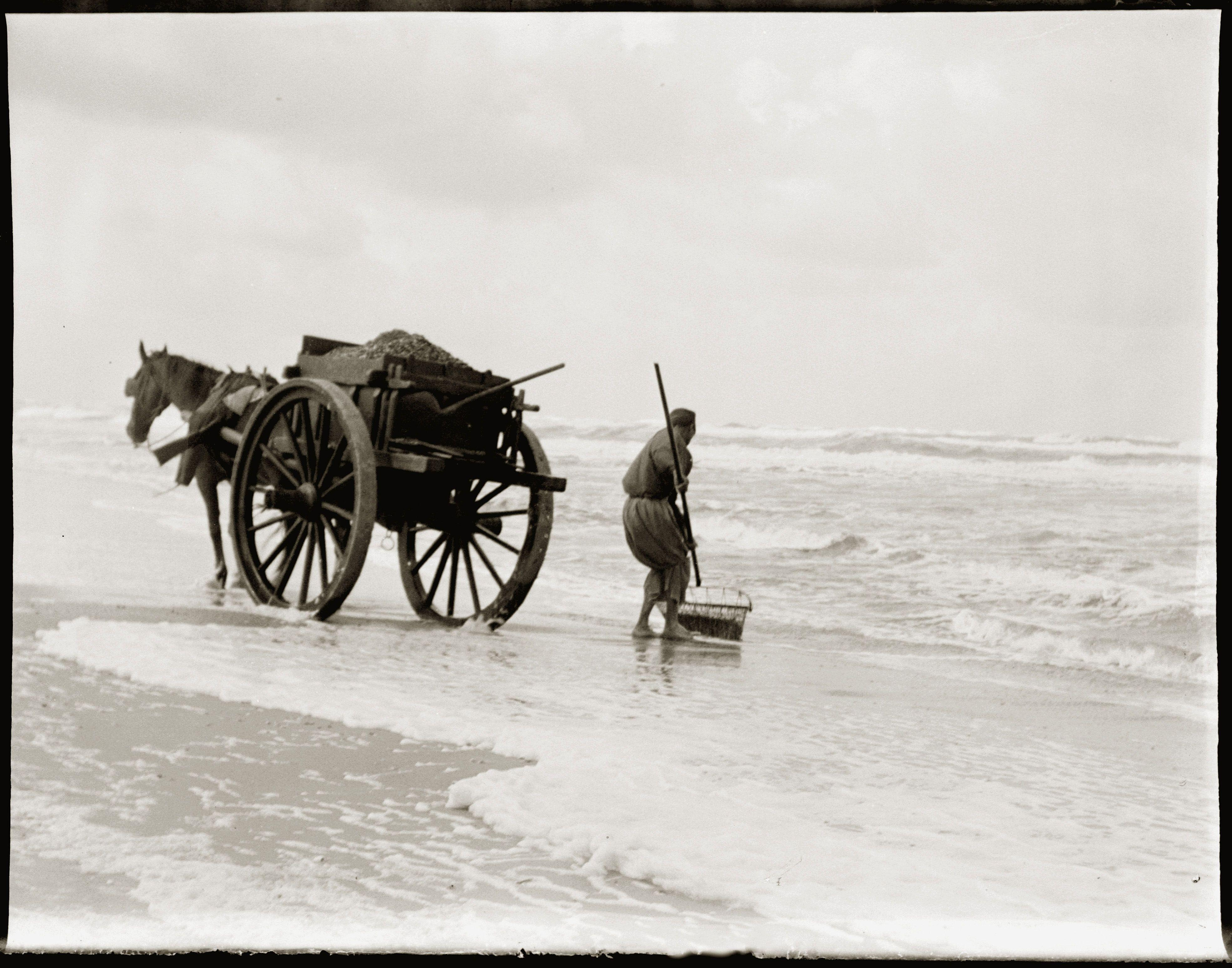
Schelpenvisser in Egmond aan Zee in 1904

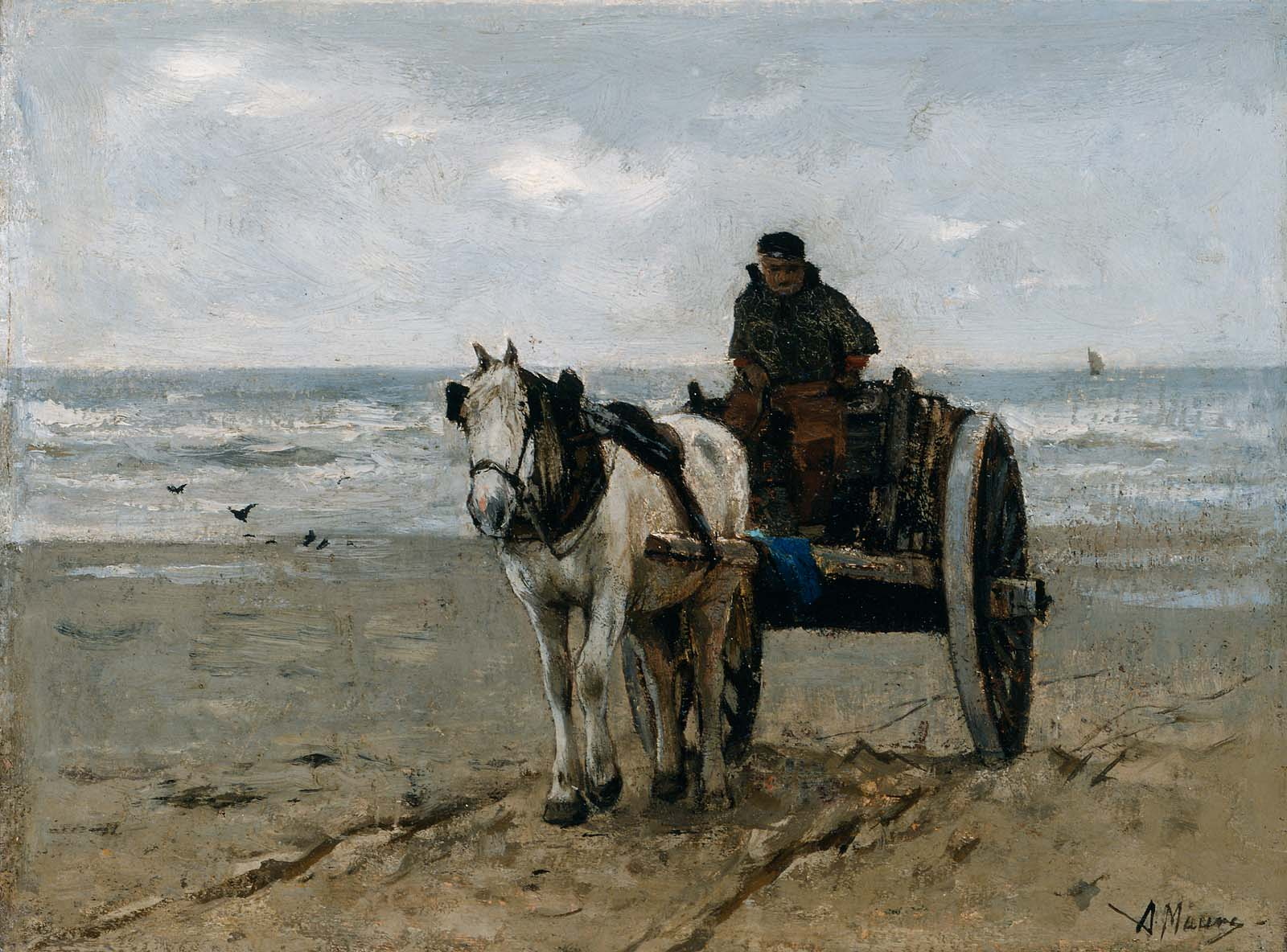
Schelpenkar door Anton Mauve

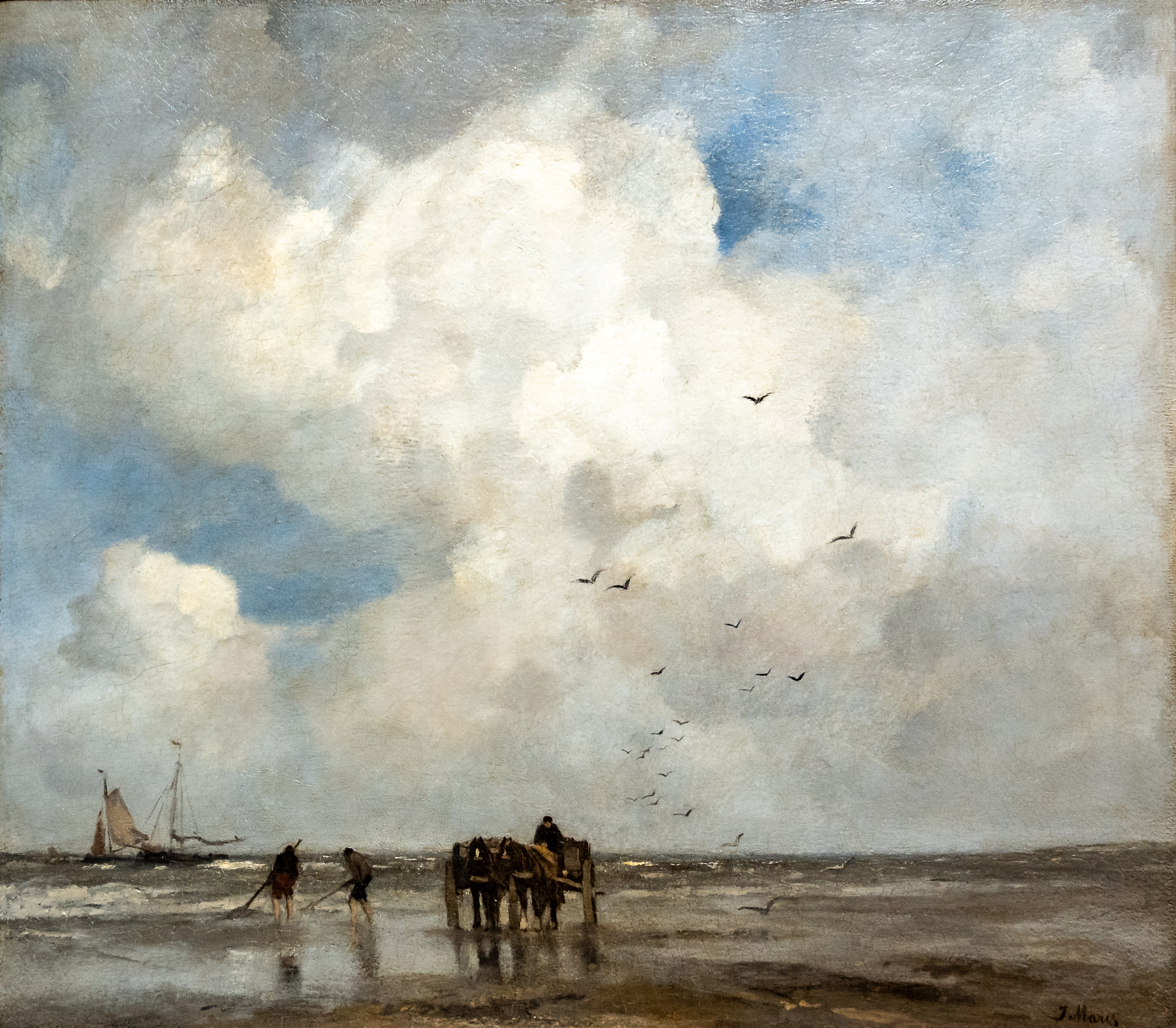
Schelpenvissers door Jacob Maris

Een schelpenvisser is een visser die voor kalkwinning schelpen opvist of langs de vloedlijn schelpen ophaalt. De Noordzeestranden leverden tot in de jaren 50 van de twintigste eeuw genoeg schelpen op om schelpenvissers, ook wel scilplieden genoemd, een bestaan te bieden. 
Langs de noordwestkust van Nederland werd de plaats waar de vissers hun schelpen kwamen afleveren voor transport naar de kalkovens, een schulpstet of skulpstet genoemd. Zo'n los- en laadplek voor schelpen was Schulpstet, nu een buurtschap tussen Bakkum en Castricum.

## Industrie
In Nederland en België kende de schelpenvisserij rond de 16e en 17e eeuw een sterke bloeiperiode en spreekt men van een schelpindustrie. Bij vele kustplaatsen werden schelpen aan de vloedlijn op een door een paard getrokken schelpenwagen geschept. Ook werden met een net vanuit een boot schelpen opgevist. Het merendeel ging naar een kalkbranderij om in de kalkovens te worden gebrand tot schelpkalk. 
Later werden schelpen grootschalig gewonnen met behulp van 'schelpenzuigers', schepen die op de Noordzee en de diepere zeegaten bij de Waddeneilanden actief zijn. Volgens de Vereniging Nederlandse Schelpenvissers wordt er tussen de 170.000 en 210.000 m³ per jaar aan schelpen opgevist. Een aanzienlijk deel daarvan wordt gebruikt als grit voor de pluimveehouderij. De schelpen worden verder gebruikt voor weg- en erfverharding, isolatie van vloerruimten en dergelijke. Schelpenpaden zijn vooral te vinden in natuurgebieden en recreatieparken. Kalkbranderijen gebruiken geen schelpen meer. 

## In de kunst
Schelpenvissers met schelpenkarren waren een geliefd onderwerp voor zeeschilders van de Haagse School zoals  Jacob Maris, Anton Mauve, Hendrik Willem Mesdag en Bernard Blommers.